# شراكة صحة الأم والوليد والطفل
الجميع إلي الرعاية الصحية الشاملة وعالية الجودة الانجابية للأمومة وحديثي الولادة والطفولة. شراكة صحة الأم والوليد والطفل تعمل مع أكثر من 650 عضو في مجالات الصحة الانجابية والأمومة والطفولة. كما تعمل شراكة صحة الأم والوليد والطفل عبر سبع دوائر:
1. المؤسسات الأكاديمية للبحث والتعليم.
2. المانحين والمؤسسات.
3. مختصو الرعاية الصحية.
4. الوكالات متعددة الأطراف.
5. منظمات غير حكومية.
6. الدول الشريكة.
7. القطاع الخاص.

تصف نفسها بأنها «منصة للمعرفة والدعوة والمساءلة لتحسين صحة المرأة والطفل» ويدير هذه الشراكة مجلس إدارة برئاسة غراسا ماشيل.

## أنشطة رئيسية
تلعب الشراكة دورًا رئيسيًا في تسهيل العمل المشترك على مستويات عدة، وخاصة التقدم نحو تحقيق أهداف الأمم المتحدة الإنمائية للألفية 4 و5، للحد من وفيات الأطفال وتحسين صحة الأم، من خلال مبادرة العد التنازلي حتى عام 2015، ومن خلال دعم الاستراتيجية العالمية لصحة المرأة والطفل (الاستراتيجية العالمية) وكل امرأة كل طفل. حيث تُمكن شراكة صحة الأم والوليد والطفل أعضاءها من مشاركة الاستراتيجيات والتنسيق بين الأهداف والموارد والاتفاق الجماعي على التدخلات السياسية.
- يتركز العمل والدعم الذي تقدمه شراكة صحة الأم والوليد والطفل على ثلاثة أهدف إستراتيجية رئيسية وهي:
- تعزيز المعرفة والابتكار للعمل على تحسين السياسات وتوصيل الخدمات وآليات التمويل.
- الدعوة إلى تعبئة وتجميع الموارد وزيادة المشاركة في مجتمعات الصحة الإنجابية وصحة الأم والوليد والطفل.
- تعزيز المساءلة عن الموارد والنتائج لتعزيز رصد جهود مجتمعات الصحة الإنجابية وصحة الأم والوليد والطفل.

تُصدر الشراكة تقارير سنوية عن التقدم المحقق في تنفيذ الالتزامات من جانب أكثر من 250 من أصحاب المصلحة وتقدرالمبلغ الذي حصلته الاستراتيجية العالمية بأكثر من 18 مليار دولار أمريكي كتمويل جديد وإضافي لصحة المرأة والطفل.